# Der Hahn und der Fuchs (Bechstein)

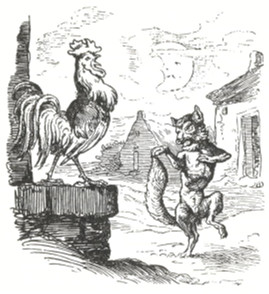
Holzschnitt, Ludwig Richter

Der Hahn und der Fuchs ist ein Tiermärchen (AaTh 61). Es steht in Ludwig Bechsteins Deutschem Märchenbuch an Stelle 58 (1845 Nr. 73) und stammt aus Antonius von Pforrs Das Buch der Beispiele der alten Weisen (Kap. 4: Der Fuchs und der einfältige Hahn).

## Inhalt

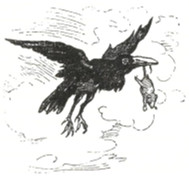
Holzschnitt, Ludwig Richter

Der hungrige Fuchs hört den Hahn in der Winternacht krähen, der sagt, er künde des kommenden Tages. Der Fuchs tanzt vor ihm, gibt vor, sein Prophetentum zu verehren und will sein Haupt küssen. Dann beißt er ihm den Kopf ab und lacht. Die Maus, die dem Raben das erzählt, erklärt, seinem Wort zu trauen, nur nicht den anderen Raben. Der Rabe verspricht, sie zu schützen. Er lebt als Freund bei ihr und zieht mit ihr ans Wasser. Er stellt sie seiner Freundin, der Schildkröte vor, und fragt nach ihrer Lebensgeschichte.

## Herkunft
Erzählerin ist die Maus aus Nr. 56 Das Mäuslein Sambar oder die treue Freundschaft der Tiere und Nr. 57 Der Mann und die Schlange, es folgt Nr. 59 Die Lebensgeschichte der Maus Sambar. Die Texte stammen aus Antonius von Pforrs Das Buch der Beispiele der alten Weisen, einer Übertragung des indischen Panchatantra.
Das Märchen wurde unter dem Titel Der Fuchs und der Hahn auch in Albert Ludwig Grimms Kindermährchen (Heidelberg 1809) veröffentlicht. Ein ähnliches Märchen über Hahn und Fuchs, in dem Letzterer den Hahn zu Beginn vor einem Hühnerhabicht warnt, ist unter dem Titel Der Fuchs überlistet den Haushahn in Josef Haltrichs Deutsche Volksmärchen aus dem Sachsenlande in Siebenbürgen (Berlin 1856) zu finden. Ebenfalls ähnlich ist ein sehr seltenes Tiermärchen, das in der Literatur „Fox Asks Bird what She Does when Wind Blows“ genannt wird. Im Slowakischen gibt es darüber bisher nur eine einzige Aufzeichnung, die bei Frank Wollman an Stelle 458 steht. Aufgezeichnet wurde sie 1934 in Klčov von J. Štolc nach der Erzählerin Alžbeta Labancová. Der deutsche Titel lautet Die Füchsin und der Sperling (AaTh 56 D). Die Füchsin fragt hier was der Sperling mit seinem Köpfchen tut, wenn der Wind von links weht, woraufhin ihr der Sperling antwortet, dass er es unter seinen rechten Flügel steckt. Die Füchsin möchte sehen wie das geht und als der Sperling sein Köpfchen unter das Flügelchen steckt – happ! – frisst sie ihn auf.